# Claudio Fucci
Claudio Fucci (Carosino, 13 maggio 1951) è un cantautore e editore italiano.

## Biografia
Ha studiato musica presso la Civica Scuola di Musica di Milano. Si è interessato ai canti popolari, nel 1968 ha iniziato a scrivere canzoni di "protesta". Ha collaborato con Yu Kung e Come le foglie.
Il suo vero e proprio debutto come cantautore fu come supporter al Banco del Mutuo Soccorso a Milano nel 1972. Da quel giorno ha partecipato a numerosi feste, festival e concerti stringendo una collaborazione con Re Nudo e Andrea Valcarenghi (festival Pop di Re Nudo di Alpi del Vice Re e del Parco Lambro, feste al Pierlombardo).
Con Eugenio Finardi come produttore, nel 1974 esce Claudio Fucci per la Trident Records.
Un piccolo tour con Battiato, e tre come guest star per i Pooh.
Ha scritto spettacoli colonne sonore canzoni.
Nel 2006 il suo CD Synkretiko che vede la partecipazione di Eugenio Finardi e Marco Ferradini.
Claudio Fucci è a capo della casa editrice Vololibero Edizioni, che si occupa prevalentemente di saggistica di ambito musicale.

## Discografia

### Album
- 1974 – Claudio Fucci (Trident Records, TRI-1007, LP)
- 2005 – Synkretiko (Vinyl Magic, VM 113, CD)